# Loxostege formosibia
Loxostege formosibia là một loài bướm đêm trong họ Crambidae.